# 배학
배학(?~)은 조선민주주의인민공화국의 정치인이다. 원유공업상 및 최고인민회의 대의원을 역임했다.